# ISO 3166-2
ISO 3166-2 is het tweede gedeelte van de ISO 3166-standaard en definieert de codes voor de namen van de belangrijkste deelsectoren (bijvoorbeeld provincies of staten) van alle landen die gecodeerd zijn volgens ISO 3166-1. De officiële naam van deze standaard is de Codes for the representation of names of countries and their subdivisions – Part 2: Country subdivision code, vrij vertaald de Codes voor de representatie van namen van landen en hun onderverdelingen. De standaard werd voor het eerst gepubliceerd in 1998.
Het doel van ISO 3166-2 is het vaststellen van een internationale standaard van korte en unieke alfanumerieke codes die de desbetreffende administratieve onderdelen van alle landen representeren in een eenvoudige en minder dubbelzinnige vorm dan hun volledige naam. Elke volledige ISO 3166-2-code bestaat uit twee delen, gescheiden door een koppelteken:
- Het eerste deel is de ISO 3166-1 alfa-2-code van het land;
- Het tweede deel is een reeks van maximaal drie alfanumerieke tekens, die meestal worden verkregen uit nationale bronnen en vloeit voort uit codeersystemen die al in gebruik zijn in het betrokken land, maar kunnen ook worden ontwikkeld door de ISO 3166 Maintenance Agency (ISO 3166/MA) zelf.

Elke volledige ISO 3166-2-code kan vervolgens worden gebruikt om op unieke wijze een belangrijk administratief onderdeel te identificeren in een mondiale context. Momenteel zijn er meer dan 4200 codes gedefinieerd in ISO 3166-2.
Voor sommige landen zijn er codes gedefinieerd voor meer dan slechts één niveau van administratieve onderdelen in dat land. Deze codes voor onderdelen van een land op een hoger gelegen niveau worden gedefinieerd volgens de officiële standaard zonder de ISO 3166-1 alfa-2-code van een land als voorvoegsel. Hierdoor kunnen deze codes geen garantie bieden voor wereldwijde uniciteit als opzichzelfstaande codes. Echter kunnen deze codes worden aangevuld door toevoeging van de alfa-2-code.

## Formaat
Het formaat van de ISO 3166-2-codes is verschillend per land. De codes kunnen alfabetische, numerieke of alfanumerieke tekens gebruiken, en kunnen tevens een constante of variabele lengte hebben. De volgende tabel geeft een overzicht van hoe de ISO 3166-2-codes van een land zijn opgebouwd gegroepeerd op formaat (uitgezonderd de landen zonder gedefinieerde codes):
| Aantal tekens (tweede deel) | Alfabetisch | Numeriek | Alfanumeriek |
| --------------------------- | --- | --- | ------------ |
| constant 1 teken            | AR, BO, EC, FJ, GM, KI, KM, LS, LU, MG, SL, ST, TG, TM, VE | AT, GA, IS, NE, PA |              |
| constant 2 tekens           | AE, AM, AL, BI, BJ, BN, BR, BS, BW, BY, CA, CD, CH, CL, CM, CV, DE, DJ, ER, ET, FI, GE, GH, GQ, GT, GW, GY, HN, HT, HU, ID, IN, IQ, IT, JO, KW, LA, LB, LR, LT, LY, MD, MU, MW, NA, NG, NI, NP, OM, PK, PL, QA, SB, SH, SK, SN, SO, SR, SV, SY, SZ, TJ, TL, US, UY, UZ, WS, YE, ZA, ZW | AD, AG, BA, BB, BD, BG, BH, CI, CN, CU, CY, DK, DM, DO, DZ, EE, GD, HR, IR, JM, JP, KN, KR, LC, LI, LK, ME, MK, MM, MT, MY, NO, NR, PT, RS, RW, SA, SC, SD, SG, SM, TN, TO, TR, TZ, UA, UM, VC, VN, ZM | BT, FR, GR   |
| constant 3 tekens           | AF, AO, BE, BF, FM, GB, KP, KZ, MA, MH, MX, NZ, PE, PG, PH, TT, TV, TW, VU | KE, PW, SI, UG | CZ           |
| variabel 1 of 2 tekens      | CR, ES, GN, IE, IL, KG, RO, SE | KH | TH           |
| variabel 1 of 3 tekens      | MZ | MN | ML           |
| variabel 2 of 3 tekens      | AU, AZ, BZ, CF, CO, LV, RU, TD | | MR, MV, NL   |
| variabel 1, 2, of 3 tekens  | EG | | CG, PY       |

## Deelgebieden opgenomen in ISO 3166-1
De volgende landen hebben een of meerdere afhankelijk gebieden die in ISO 3166-2 zijn opgenomen, en zowel toegewezen zijn aan het land waartoe ze behoren, als ook een eigen landcode toegewezen hebben gekregen in ISO 3166-1:
| Alpha-2 | Land             | Afhankelijke gebieden die opgenomen zijn in ISO 3166-1 (alpha-2) |
| ------- | ---------------- | --- |
| CN      | China            | CN-91 Hongkong (HK) CN-92 Macau (MO) CN-71 Taiwan (TW) |
| FI      | Finland          | FI-01 Åland (AX) |
| FR      | Frankrijk        | FR-GF Frans-Guyana (GF) FR-PF Frans-Polynesië (PF) FR-TF Franse Zuidelijke en Antarctische Gebieden (TF) FR-GP Guadeloupe (GP) FR-MQ Martinique (MQ) FR-YT Mayotte (YT) FR-NC Nieuw-Caledonië (NC) FR-RE Réunion (RE) FR-BL Saint-Barthélemy (BL) FR-MF Sint-Maarten (MF) FR-PM Saint-Pierre en Miquelon (PM) FR-WF Wallis en Futuna (WF) |
| NL      | Nederland        | NL-AW Aruba (AW) NL-CW Curaçao (CW) NL-SX Sint Maarten (SX) NL-BQ1 Bonaire (BQ-BO) NL-BQ2 Saba (BQ-SA) NL-BQ3 Sint Eustatius (BQ-SE) |
| NO      | Noorwegen        | NO-22 Jan Mayen (SJ) NO-21 Spitsbergen (SJ) |
| US      | Verenigde Staten | US-AS Amerikaans-Samoa (AS) US-GU Guam (GU) US-MP Noordelijke Marianen (MP) US-PR Puerto Rico (PR) US-UM Kleine afgelegen eilanden van de Verenigde Staten (UM) US-VI Amerikaanse Maagdeneilanden (VI) |

Noten:
- Taiwan is opgenomen als een onderdeel van China, zoals de Verenigde Naties Taiwan zien als onderdeel van China, ook al is het niet de facto onder de jurisdictie van de Volksrepubliek China. In de ISO 3166-1, wordt Taiwan vermeld als "Taiwan, Provincie van China" als gevolg van de politieke status binnen de VN.
- Spitsbergen en Jan Mayen gezamenlijk heeft zijn eigen landcode toegewezen gekregen in ISO 3166-1.

## Huidige codes
De codes die gebruikt worden en kunnen worden staan weergegeven in de tabel op ISO 3166-1.

## Veranderingen
Er zijn twee edities van ISO 3166-2. De eerste editie (ISO 3166-2:1998) is gepubliceerd op 20 december 1998 en de tweede editie (ISO 3166-2:2007) is gepubliceerd op 13 december 2007.
Tussen de verschillende edities update de ISO-3166/MA de codelijsten door het aankondigen van de veranderingen in nieuwsbrieven. Veranderingen in ISO 3166-2 hebben voornamelijk betrekking op correcties van de spelling, toevoeging en verwijdering van deelgebieden, en aanpassing van de administratieve structuur.
| Updates met aanpassingen op de 1e editie van ISO 3166-2 (ISO 3166-2:1998) | Updates met aanpassingen op de 1e editie van ISO 3166-2 (ISO 3166-2:1998) | Updates met aanpassingen op de 1e editie van ISO 3166-2 (ISO 3166-2:1998) |
| Nieuwsbrief                                                               | Publicatiedatum                                                           | Relevante codes |
| ------------------------------------------------------------------------- | ------------------------------------------------------------------------- | --- |
| I-1                                                                       | 21-06-2000                                                                | BY, CA, DO, ER, ES, IT, KR, NG, PL, RO, RU, TR, VN, YU |
| I-2                                                                       | 21-05-2002                                                                | AE, AL, AO, AZ, BD, BG, BJ, CA, CD, CN, CV, CZ, ES, FR, GB, GE, GN, GT, HR, ID, IN, IR, KZ, LA, MA, MD, MW, NI, PH, TR, UZ, VN                                                                                 |
| I-3                                                                       | 20-08-2002                                                                | AE, CZ, IN, KZ, MD, MO, PS (nieuw), TP (veranderd in TL), UG |
| I-4                                                                       | 10-12-2002                                                                | BI, CA, EC, ES, ET, GE, ID, IN, KG, KH, KP, KZ, LA, MD, MU, RO, SI, TJ, TM, TL, TW, UZ, VE, YE |
| I-5                                                                       | 05-09-2003                                                                | BW, CH, CZ, LY, MY, SN, TN, TZ, UG, VE, YU (veranderd in CS) |
| I-6                                                                       | 08-03-2004                                                                | AF, AL, AU, CN, CO, ID, KP, MA, TN, ZA |
| I-7                                                                       | 13-09-2005                                                                | AF, DJ, ID, RU, SI, VN |
| I-8                                                                       | 17-04-2007                                                                | AD, AG, BB, BH, CI, DM, GB, GD, GG (nieuw), IM (nieuw), IR, IT, JE (nieuw), KN, LI, ME (nieuw), MK, NR, PW, RS (nieuw), RU, RW, SB, SC, SM, TD, TO, TV, VC, YU (verwijderd)                                    |
| I-9                                                                       | 28-11-2007                                                                | BG, BL (nieuw), CZ, FR, GB, GE, LB, MF (nieuw), MK, MT, RU, SD, SG, UG, ZA |
| 2e editie                                                                 | 13-12-2007                                                                | De gemaakte veranderingen met de uitgave van de 2e editie van ISO 3166-2 die niet aangekondigd waren in een nieuwsbrief zijn: BA, DK, DO, EG, GN, HT, KE, KW, LC, LR, TV, YE, ZA                               |
| Updates met aanpassingen op de 2e editie van ISO 3166-2 (ISO 3166-2:2007) |                                                                           | |
| II-1                                                                      | 03-02-2010, gecorrigeerd 19-02-2010                                       | AL, BO, CZ, ES, FR, GN, GR, GW, ID, IE, IT, KN, KP, LK, MA, MH, NP, RS, UG, VE |
| II-2                                                                      | 30-06-2010                                                                | AG, AR, BA, BF, BI, BS, BY, CF, CL, CV, EC, EG, GB, GL, HU, IT, KE, KM, LY, MD, MW, NG, NZ, OM, PA, PE, PH, RU, SC, SH, SI, SN, TD, TM, YE                                                                     |
| II-3                                                                      | 13-12-2011, gecorrigeerd 15-12-2011                                       | AF, AN, AW, AZ, BD, BE, BG, BQ, BS, CV, CW, DJ, DK, ER, FI, FR, GB, GQ, HN, HR, HT, ID, IE, IN, JO, KW, LS, LV, MC, ME, MK, MM, MV, NL, NO, NP, NR, PG, PK, PL, PS, QA, SA, SD, SE, SH, SS, SX, TL, TN, TR, VN |